# Helmut Bein
Helmut „Helle“ Bein (* 5. Mai 1932 in Ludwigshafen am Rhein; † 3. August 2006 ebenda), ein gelernter Steuerberater, war ein bekannter deutscher Rallyefahrer, Motorsportmanager bei BMW und Opel, sowie Formel-3-Funktionär.

## Karriere
Als Rallyefahrer gewann Bein in den 1960ern insgesamt drei deutsche Meistertitel (auf DKW 1000 SP, BMW 1600 und BMW 2002). In den Jahren von 1969 bis 1972 war er Leiter des Breiten- und Rallyesports bei BMW. Seinen größten Erfolg in dieser Position feierte er 1971 mit dem Gewinn des Europameisterschaftstitels durch den polnischen Rallyefahrer Sobiesław Zasada im BMW 2002ti. Danach wechselte er als Sportchef in die Rallyeabteilung von Opel. Er war hier ab 1973 verantwortlich für die Gründung des bekannten Opel Euro Händler Teams und dabei unter anderem mit Walter Röhrl und dem Opel Ascona A erfolgreich. Unter seiner Regie erfolgte auch der Einstieg mit dem Opel Kadett und dem Opel Omega in die Deutsche Tourenwagen-Meisterschaft. 1992 ging er in den Ruhestand und widmete sich fortan für weitere sieben Jahre dem Formel-3-Nachwuchs. Er war von 1995 bis 2002 Präsident der Formel-3-Vereinigung und schied Ende der Saison 2002 aus Altersgründen auf eigenen Wunsch aus dem Vorstandsamt aus. Seit 2002 war er Ehrenvorsitzender der Formel-3-Vereinigung.
Am 3. August 2006 erlag Helle Bein einem Herzinfarkt.

## Statistik

### Einzelergebnisse in der Sportwagen-Weltmeisterschaft
| Saison | Team       | Rennwagen | 1   | 2   | 3   | 4   | 5   | 6   | 7   | 8   | 9   | 10  | 11  | 12  | 13  | 14  | 15  | 16  | 17  | 18  | 19  | 20  | 21  | 22  |
| ------ | ---------- | --------- | --- | --- | --- | --- | --- | --- | --- | --- | --- | --- | --- | --- | --- | --- | --- | --- | --- | --- | --- | --- | --- | --- |
| 1963   | Auto Union | DKW F12   | DAY | SEB | SEB | TAR | SPA | MAI | NÜR | CON | ROS | LEM | MON | WIS | TAV | FRE | CCE | RTT | OVI | NÜR | MON | MON | TDF | BRI |
| 1963   | Auto Union | DKW F12   |     |     |     |     |     |     |     |     | DNF |     |     |     |     |     |     |     |     |     |     |     |     |     |